# Chilei Haditengerészet
A Chilei Haditengerészet (spanyolul Armada de Chile) a Chile fegyveres erők egyik haderőneme. A Honvédelmi Minisztérium alá tartozik. Székhelye: Edificio Armada de Chile, Valparaíso.

## Fordítás
- Ez a szócikk részben vagy egészben  a   Chilean Navy című angol Wikipédia-szócikk ezen változatának fordításán alapul.  Az eredeti cikk szerkesztőit annak laptörténete sorolja fel. Ez a jelzés csupán a megfogalmazás eredetét és a szerzői jogokat jelzi, nem szolgál a cikkben szereplő információk forrásmegjelöléseként.